# Requena
Requena és un municipi del País Valencià situat a la comarca de la Plana d'Utiel, de la qual és capital administrativa. El municipi va ser afegit al País Valencià amb la creació de les províncies espanyoles i les modificacions de 1836.

## Geografia
Està situada entre la Meseta castellana i el Mediterrani, del qual tan sols la separen 67 km. És un territori format per un altiplà d'hiverns freds i estius calorosos, de bons recursos hidràulics i de grans belleses i contrasts. Està situada en la zona més occidental de la província de València, on el riu Cabriol la limita per l'oest i el sud amb profundes goles; per l'est i nord, la Serra de Juan Navarro i el pic de El Tejo (1.250 m) la separen de les regions muntanyenques del Túria.
Limita amb els termes municipals de Caudete de las Fuentes, Xera i Venta del Moro (a la mateixa comarca); Cofrents i Cortes de Pallars (a la Vall de Cofrents); amb Iàtova, Bunyol i Setaigües (a la comarca de la Foia de Bunyol); i amb Xelva i Loriguilla (a la comarca dels Serrans).
Abunden les pinedes, fonts i deveses, i el riu Magre és un dels accidents que més marca la plana, on s'estenen zones de cultiu, predominant la vinya, motor de l'economia local. Requena és considerada com una autèntica porta de la Meseta.

### Nuclis
Pertanyen al municipi 29 alqueries, pedanies o partides: 
- El Azagador
- El Barriete
- Barrio Arroyo
- Calderón
- Campo Arcís
- Casas de Cuadra
- Casas de Eufemia
- Casas de Sotos
- Casas del Rio
- Los Cojos
- Los Chicanos
- El Derramador
- Los Duques
- Hortunas
- Los Isidros
- Fuen Vich
- Las Nogueras
- Los Ochandos
- Los Pedrones
- Penén de Albosa
- El Pontón
- La Portera
- El Rebollar
- Roma
- Los Ruices
- San Antonio
- San Juan
- Turquía
- Villar de Olmos i la Cañada

### Clima
El clima és continental, dels més rigorosos de l'est peninsular. Els estius són curts i més calorosos que en el litoral i els hiverns molt llargs i extremadament gèlids. Solen superar-se els 6 mesos d'hivern consecutius. La neu és freqüent durant els mesos centrals de l'hivern, així com les fortes gelades nocturnes, i durant l'època estival tenen lloc pedregades i tempestes severes.
| Mes            | Gen  | Feb  | Mar | Abr  | Mai  | Jun  | Jul  | Ago  | Set  | Oct  | Nov  | Des  | Any  |
| -------------- | ---- | ---- | --- | ---- | ---- | ---- | ---- | ---- | ---- | ---- | ---- | ---- | ---- |
| Mitjana Máx °C | 5,8  | 7,5  | 9,9 | 14,3 | 18,0 | 25,2 | 28,2 | 30,8 | 27,9 | 21,4 | 14,2 | 8,1  | 17,6 |
| Mitjana mín °C | -5,2 | -3,5 | 0,7 | 9,9  | 11,2 | 13,5 | 15,1 | 16,0 | 13,9 | 10,4 | 4,7  | -2,6 | 7,0  |
| Pluges mm      | 58   | 46   | 29  | 50   | 58   | 39   | 28   | 24   | 29   | 56   | 58   | 70   | 545  |

## Història
Es data la formació de Requena per ibers en el segle vii aC. Entre els segles II aC i II dC és part de l'Imperi Romà. Entra a formar part dels regnes musulmans sent coneguda la ciutat com Rakka'na, el significat de la qual és "La forta". L'any 1021 es convertí en la ciutat fortificada que marcava la divisòria entre els regnes de València i de Toledo.

### Reconquesta i Edat Mitjana
Després de la presa de Conca l'any 1177 i Moya en 1183 la ciutat va reforçar les seues defenses contra el perill castellà. Es creu que va ser presa en 1238 per Jaume I de forma pacífica després de la presa de València. Requena formava part de la conquesta catalanoaragonesa, però fou ocupada per Castella. El 4 d'agost de 1257, després de l'ocupació cristiana de la ciutat per castellans, rebé de mans d'Alfons X de Castella la carta de poblament i el fur per al seu autogovern en qualitat de territori de realenc, de manera que entrà a formar part del Regne de Castella, del qual n'era la duana. En 1264 rep la concessió de Port Sec i Almojarifat, pel bestiar, la llana i el blat que passava de Castella a Aragó i viceversa.

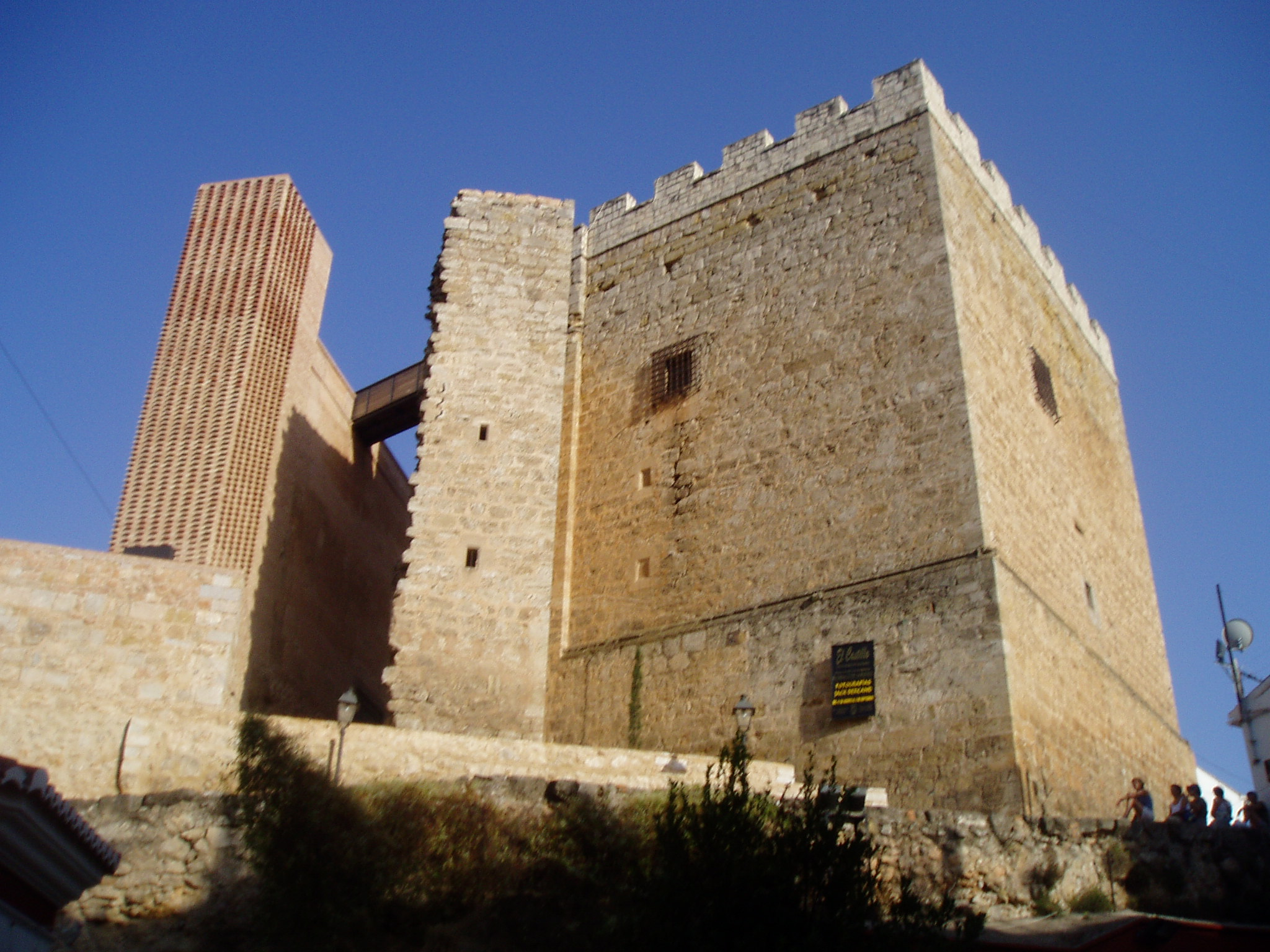
Torre de l'homenatge del Castell de Requena.

Va ser ocupada pel rei d'Aragó Pere IV el Cerimoniós en 1369; però va tornar a Castella amb Enric II en 1372 i quasi cent anys després, en 1467, va ser novament presa pel marqués de Villena.
En 1355 Pere I de Castella (el Cruel, també conegut com el Justicier) segrega Utiel, atorgant-li la carta de poblament i el títol de Lleial Vila.
Amb els Reis Catòlics i la unificació dels dos regnes acaben les guerres per apoderar-se de la ciutat.

### Repoblament
L'any 1258 Requena va caure en mans d'Alfons X, qui decidí que la població àrab i jueva es quedara a la ciutat amb una condició: que es construïra una església. La vila no va deixar de créixer amb la rebuda d'alguns immigrants d'altres països com ara França, Anglaterra, els Estats Italians i o la Corona d'Aragó, que van emigrar a la localitat durant quaranta anys. L'any 1276 es registren 8.300 ànimes en la localitat, convertint-se en la novena ciutat més poblada de la Corona de Castella. La tolerància de diferents reis castellans permeté que a Requena continuara l'esplendor judeo-musulmà-cristià. També va ser durant aquell temps que es va començar a cultivar la vinya per a la producció de vins. L'any 1269, un musulmà que havia viatjat a Jerez de la Frontera, sabia de la fabricació de vins, i va fer una cooperativa, amb diferents sistemes de regadiu, que van ser revolucionaris al Regne de València.

### Era moderna
A la fi del segle xviii Requena va perdre Venta del Moro, que va quedar territorialment com es coneix en l'actualitat.
Durant el segle xviii va arribar a tindre 800 telers de seda, amb la qual cosa es convertí en el quart centre seder d'Espanya passant d'una població de 4.000 habitants a quasi 10.000.
En 1707 Felip V va concedir a Requena els títols de Molt Noble, Molt Lleial i Fidelíssima Vila, i obtingué així un primer escut de ciutat.

### Edat Contemporània
En 1836, a causa del seu suport a Isabel II en les Guerres Carlines, se li va concedir el títol de "Molt Noble, Leal i Fidelíssima Ciutat de Requena", el qual suposava el seu segon nomenament i escut com a ciutat.
Amb la nova divisió provincial espanyola de juny de 1851, Requena va passar a formar part de la província de València. Les raons del canvi es van basar més en motius geogràfics i comercials que en els històrics (històricament havia format part del Regne de Castella): s'havia de donar eixida a la gran producció vinícola de la comarca a través del port més pròxim (València) cap al mercat europeu, principalment cap a França. Així ho testifiquen després de la Segona Guerra Mundial els continus viatges del vaixell de càrrega de bandera suïssa Leman, i altres, que transportaven entre València i el port francés de Sete. Eixe fet és una manifestació de la sèrie de vincles comercials de la comarca requenenca amb la província i el port de València. El municipi és totalment castellanoparlant.

## Demografia
| 16.236 | 17.658 | 18.818 | 17.650 | 19.422 | 20.253 | 18.933 | 17.840 | 18.152 | 17.014 | 19.092 | 20.216 | 20.440 |

## Economia

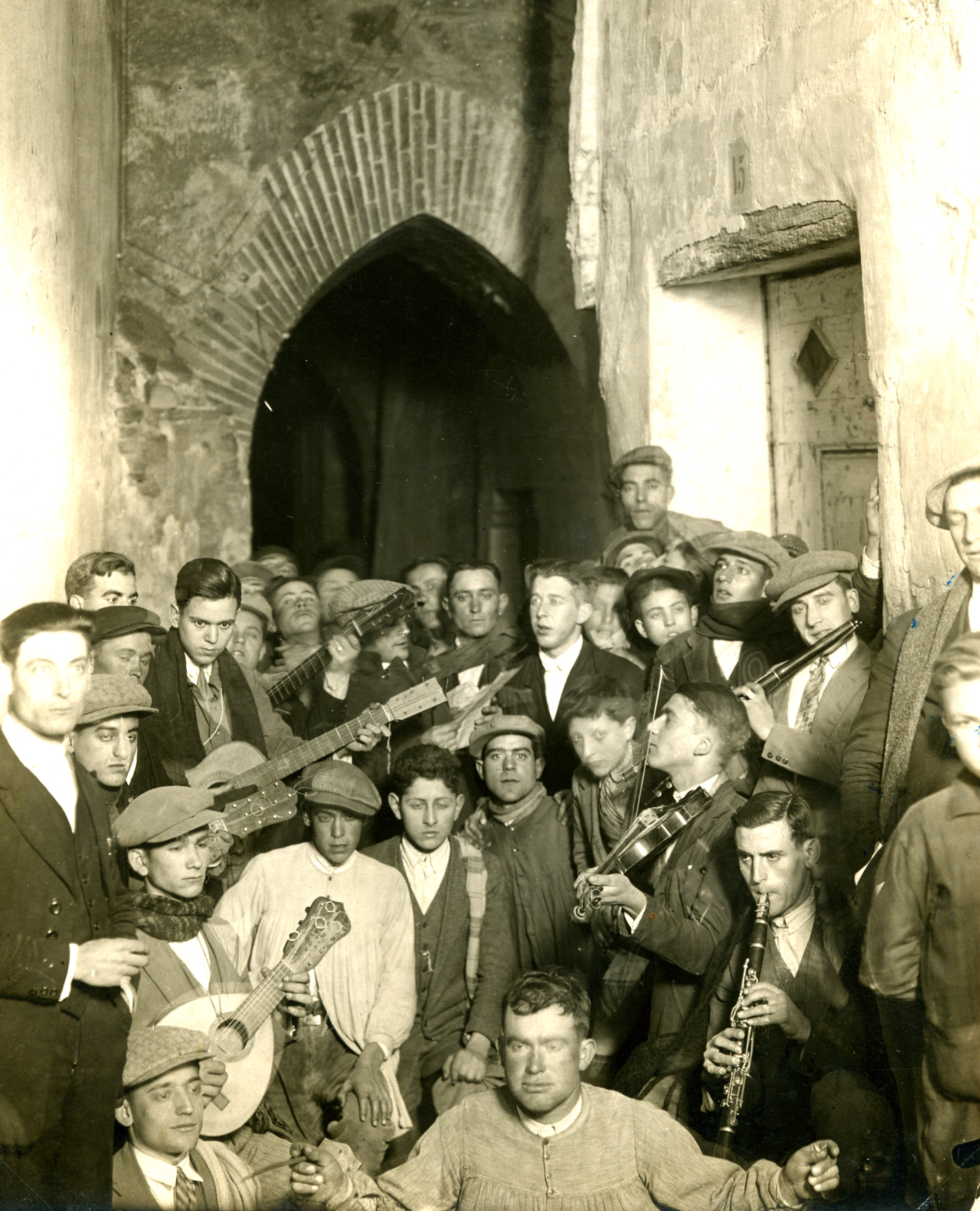
Rondalla de Mayos a l'arc junt al carreró Paniagua, circa 1925.

Després de la crisi del segle xix de la indústria de la seda, va sorgir a Requena en 1910 l'ensenyament enològic amb l'Estació Enològica de Requena dirigida per En Rafael Janini, qui pràcticament va definir la trajectòria econòmica que havia de seguir la ciutat per a poder sustentar-se en el vi.
Continuant la trajectòria vitivinícola, el 16 de novembre de 1961 es va inaugurar l'Escola d'Enologia (en aquella època anomenada Escola de Capatassos, Bodeguers i Viticultors de Requena), una de les primeres escoles enològiques d'Espanya, sent el seu primer director En Jesús Antonio Sánchez-Capuchino i Lloréns.
Des de llavors la ciutat ha basat pràcticament tota la seua activitat econòmica en el cultiu de la vinya i la millora en la producció de vins, sent ara per ara, amb unes 18.000 hectàrees, el municipi d'Espanya amb major superfície de cultius de vinyer i major producció vinícola. Al costat dels pobles veïns de Camporrobles, Caudete de las Fuentes, Fuenterrobles, Setaigües, Sinarques, Utiel, Venta del Moro, i Villargordo del Cabriel conformen la Denominació d'Origen Utiel-Requena, dedicant en total més de 40.000 hectàrees al monocultiu de la vinya.
- Activitat principal: agrícola.
- Cultiu principal: la vinya
- Varietat de raïm principal: Bobal.
- Producció mitjana de vins: 1.500.000 hl/any.

## Política i govern

### Composició de la Corporació Municipal
El Ple de l'Ajuntament està format per 21 regidors. En les eleccions municipals de 26 de maig de 2019 foren elegits 13 regidors del Partit Socialista del País Valencià (PSPV-PSOE), 5 del Partit Popular (PP), 1 de Ciutadans - Partit de la Ciutadania (Cs), 1 de Partido de Requena y Aldeas (PRyA) i 1 de Podem.
| Eleccions municipals de 26 de maig de 2019 - Requena                                                                                |                                          |                                     |                                     |         |          |          |
| Candidatura | Candidatura                              | Candidatura                         | Cap de llista                       | Vots    | Vots     | Regidors |
| | Partit Socialista del País Valencià-PSOE |                                     | Mario Sánchez González              | 4.792   | 50,98%   | 13 (+5)  |
| | Partit Popular                           |                                     | Javier Berasaluce Ramos             | 2.114   | 22,49%   | 5 (-2)   |
| | Ciutadans - Partit de la Ciutadania      |                                     | Faustino Navarro Piqueras           | 712     | 7,58%    | 1 ()     |
| | Partido de Requena y Aldeas              |                                     | Joaquín González González           | 631     | 6,71%    | 1 ()     |
| | Podem                                    |                                     | Juan V. García Escrivá              | 547     | 5,82%    | 1 (-2)   |
| | Altres candidatures                      |                                     |                                     | 522     | 5,55%    | 0 ( -1)  |
| | Vots en blanc                            |                                     |                                     | 81      | 0,75%    |          |
| Total vots vàlids i regidors | Total vots vàlids i regidors             | Total vots vàlids i regidors        | Total vots vàlids i regidors        | 9.399   | 100 %    | 21       |
| | Vots nuls                                | Vots nuls                           | Vots nuls                           | 73      | 0,77%    |          |
| Participació (vots vàlids més nuls)                                                                                                 | Participació (vots vàlids més nuls)      | Participació (vots vàlids més nuls) | Participació (vots vàlids més nuls) | 9.472   | 60,75%** |          |
| Abstenció | Abstenció                                | Abstenció                           | Abstenció                           | 6.121*  | 39,25%** |          |
| Total cens electoral | Total cens electoral                     | Total cens electoral                | Total cens electoral                | 15.593* | 100 %**  |          |
| Alcalde: Mario Sánchez González (PSPV) (15/06/2019) Per majoria absoluta dels vots dels regidors (14 vots: 13 de PSPV i 1 de Podem) |                                          |                                     |                                     |         |          |          |
| Fonts: JEC, JEZ Requena, M. Interior, Periòdic Ara. (* No són vots sinó electors. ** Percentatge respecte del cens electoral.)      |                                          |                                     |                                     |         |          |          |

### Alcaldes
| Període                       | Alcalde o alcaldessa                | Partit polític | Data de possessió | Observacions     |
| ----------------------------- | ----------------------------------- | -------------- | ----------------- | ---------------- |
| 1979–1983                     | Tomás Berlanga García               | UCD            | 19/04/1979        | --               |
| 1983–1987                     | Tomás Berlanga García               | Independents   | 28/05/1983        | --               |
| 1987–1991                     | Pedro Antonio Monteagudo Luján      | PSPV-PSOE      | 30/06/1987        | --               |
| 1991–1995                     | Flor Mercedes Cebrián Gómez         | PSPV-PSOE      | 15/06/1991        | --               |
| 1995–1999                     | Enma Iranzo Martín                  | PP             | 17/06/1995        | --               |
| 1999–2003                     | Enma Iranzo Martín                  | PP             | 03/07/1999        | --               |
| 2003–2007                     | Adelo Montés Diana                  | PSPV-PSOE      | 14/06/2003        | --               |
| 2007–2011                     | Adelo Montés Diana                  | PSPV-PSOE      | 16/06/2007        | --               |
| 2011–2015                     | Javier Berasaluce Ramos             | PP             | 11/06/2011        | --               |
| 2015–2019                     | Mario Sánchez González              | PSPV-PSOE      | 13/06/2015        | --               |
| 2019-2023                     | Mario Sánchez González              | PSPV-PSOE      | 15/06/2019        | --               |
| Des de 2023                   | Rocío Cortés Mario Sánchez González | PP PSPV-PSOE   | 17/06/2023        | Moció de censura |
| Fonts: Generalitat Valenciana |                                     |                |                   |                  |

## Monuments

### Barri de la Vila, recinte medieval de Requena

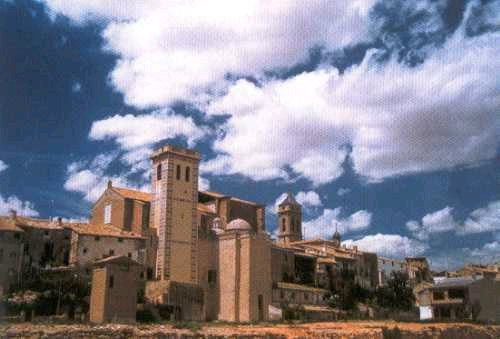
Barri de La Villa

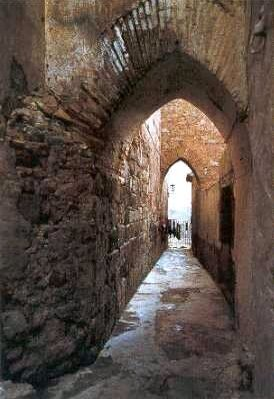
Carreró de Paniagua

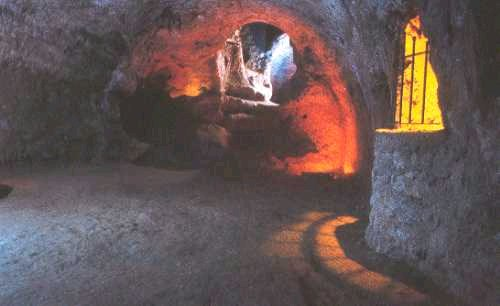
Coves de La Villa

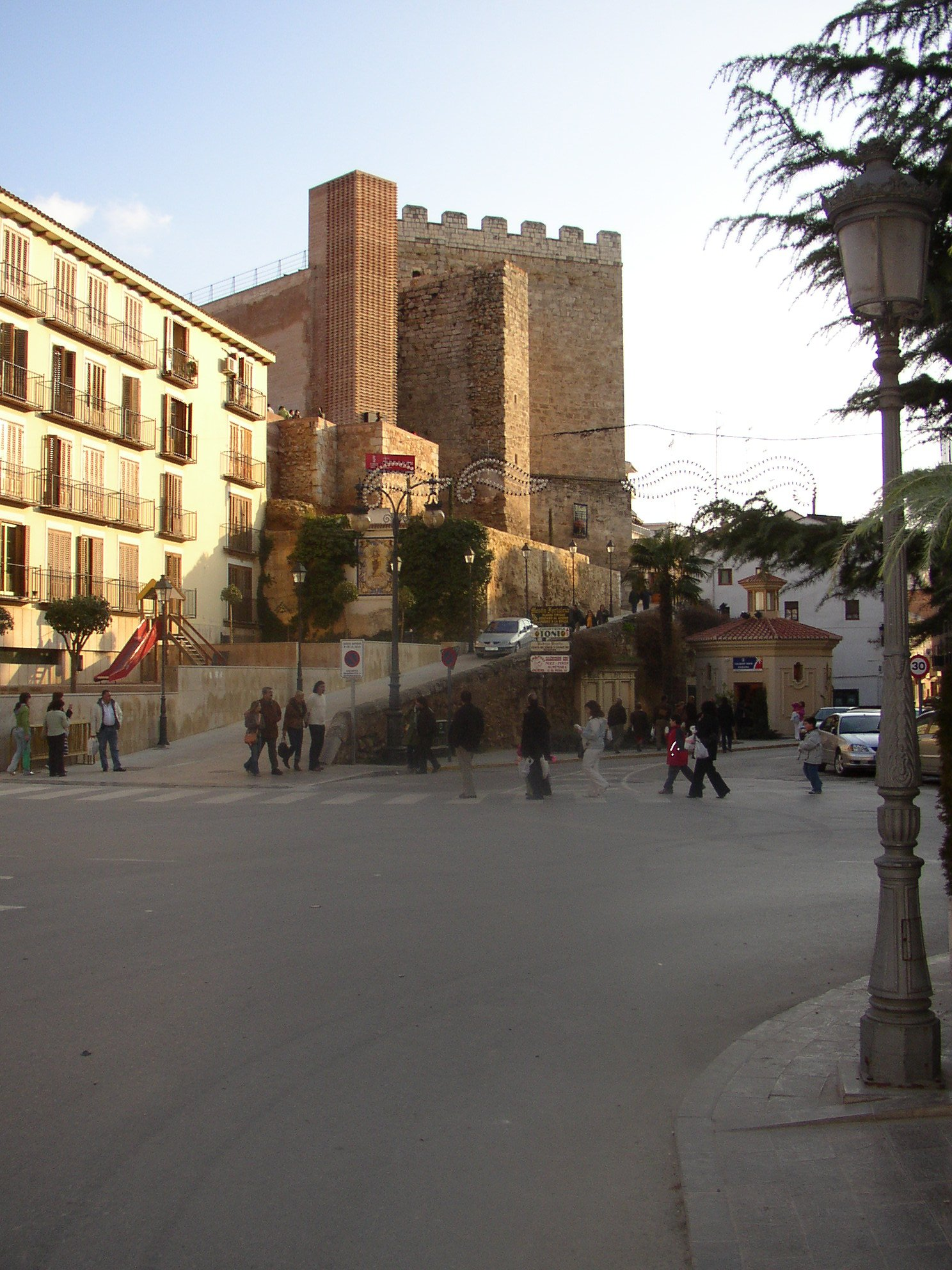
La Fortalesa

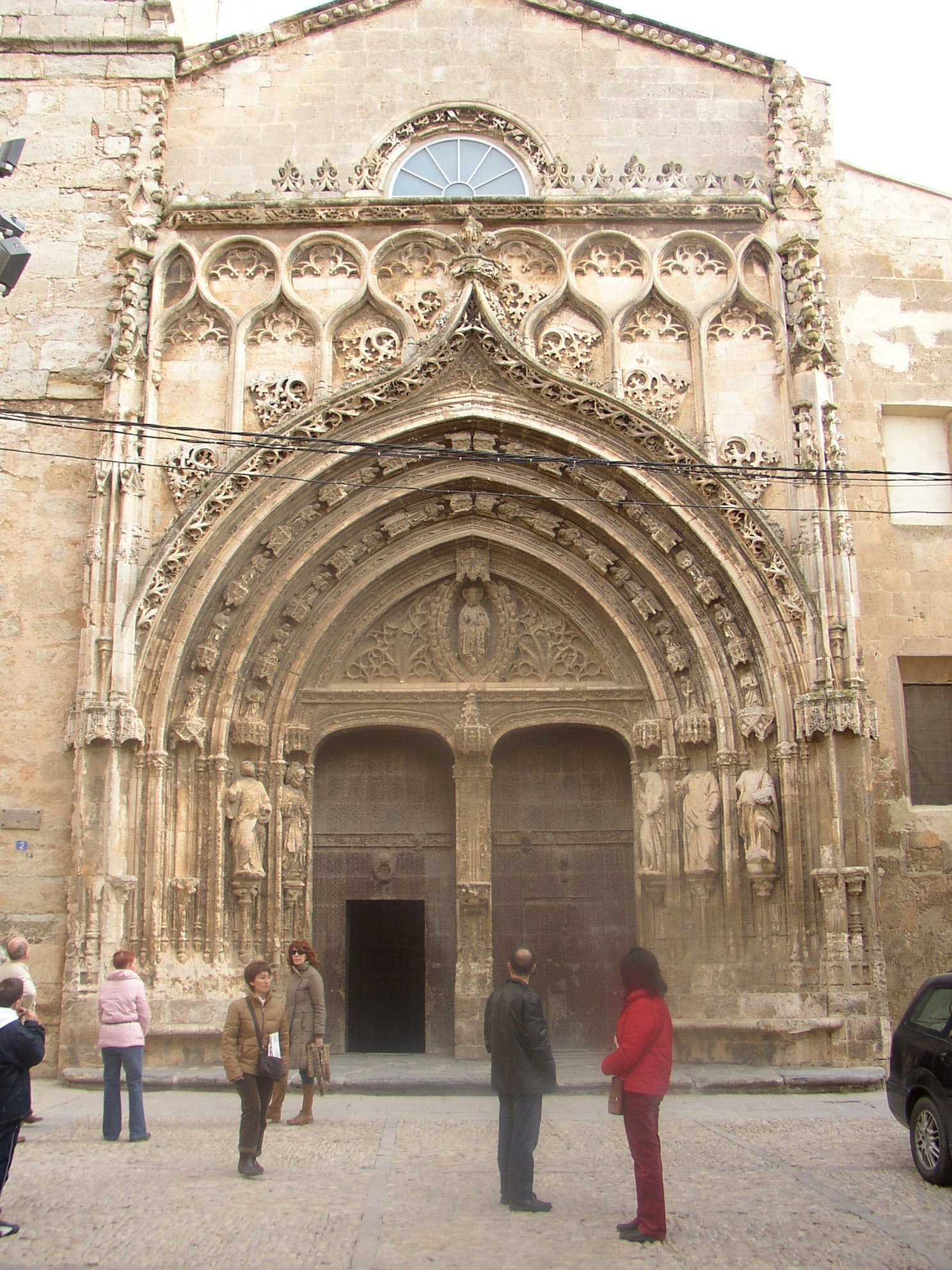
Església del Salvador

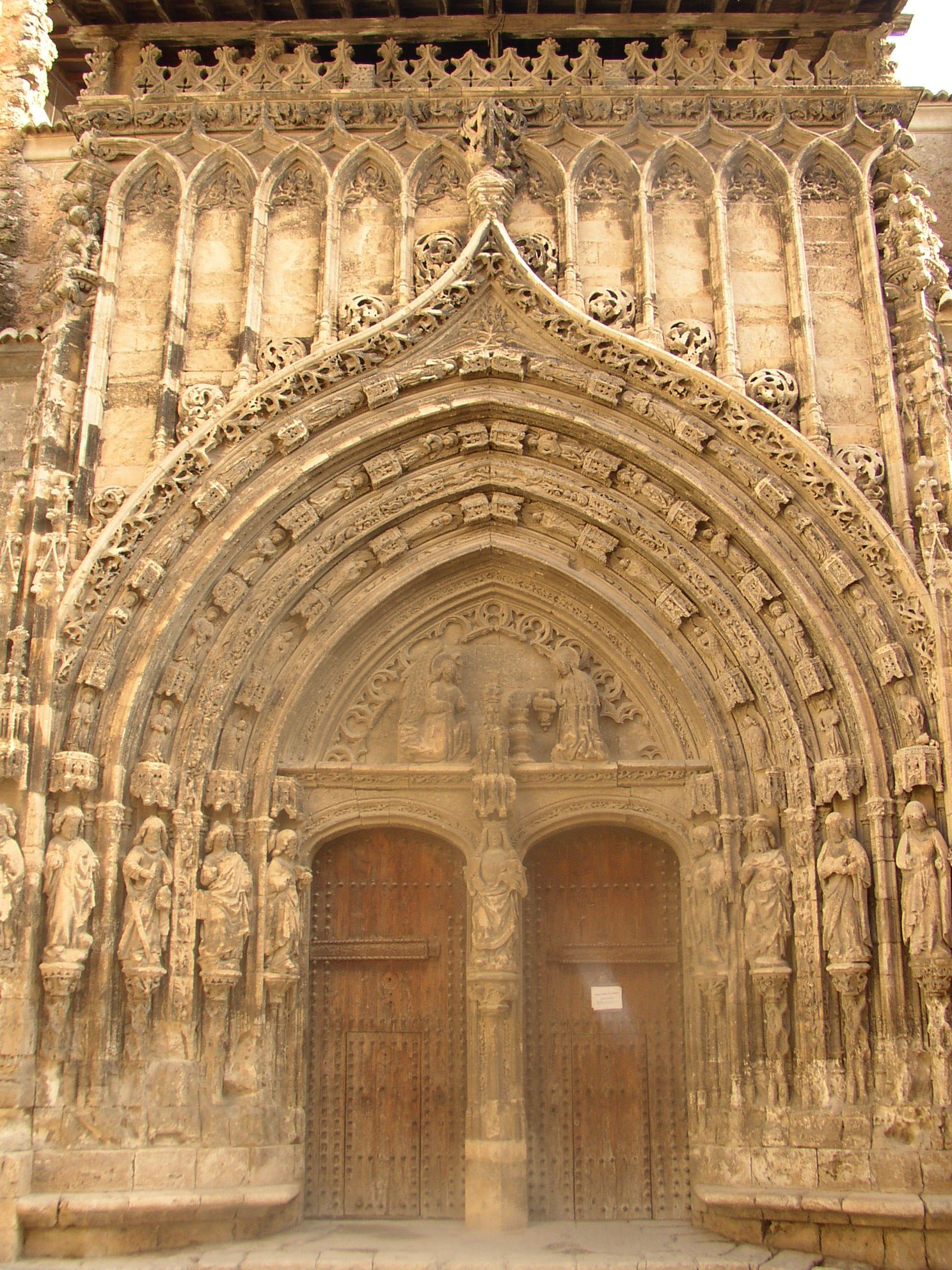
Església Santa Maria

És el més antic de Requena on es van registrar els primers indicis de població. En època almohade, La Villa va adquirir l'estructura urbana que correspon al prototip de les ciutats hispanomusulmanes, en la qual es destaca: la Fortalesa, la Plaça d'Armes, la Medina i el Raval. La Villa té la seua base en un promontori sobreelevat de tova calcària, la qual cosa li oferia un caràcter de defensa natural. El seu entorn està envoltat per una muralla amb les corresponents torres defensives i les diferents portes d'accés a la ciutat. El Barri de La Villa va ser declarat en 1966 Conjunt Històric Artístic de caràcter nacional a causa dels seus edificis i esglésies de gran importància cultural i patrimonial.
Estan situats en La Villa els edificis o monuments que figuren a continuació:
- Carrer de Santa María. És un dels carrers més importants. S'hi van assentar els Cavallers de la Nòmina del Rei, construint les seues casones, en les quals es poden apreciar els arcs amb dovelles de pedra, portes originals amb brancals, reixes i nombrosos blasons.

- Carreró de Paniagua. Típic i famós carreró morú, en el qual es poden observar dos dels contraforts de l'Església de Sant Nicolau, muntats sobre arcs apuntats de maons.

- Casa dels Pedrón. Casa noble amb dret d'asil des de la qual reis com Felip III i Felipe IV van assistir en diverses ocasions a les celebracions que es donaven lloc en la Plaça de La Villa.

- Casa de Santa Teresa. Situada enfront de l'Església de Santa María, rep el seu nom perquè en l'antic habitatge es va allotjar Santa Teresa de Jesús en una de les seues visites a la ciutat.

- Casa Museu de la Seda. Situada en un autèntic atzucac musulmà, a la frontera es pot apreciar el retaule de Sant Jeroni, patró dels seders. Allà es reunia el gremi de seders (en el segle xviii va tenir un gran auge a Requena la indústria de la seda). Requena va arribar a tenir en aquella època prop dels 800 telers.[9]

- Cuesta de les Carnisseries o de Sant Julià. Oberta en el segle xv, al tancar la porta de Fargalla, constituïa una de les portes d'accés a la ciutat, orientada cap a València.

- Cuesta del Castell. És la principal entrada actual al Barri de La Villa, està orientada al Nord i la unia a l'antic camí de Castella. Era l'antic accés al recinte de La Alcazaba.

- Cuesta del Crist. Porta d'eixida del recinte emmurallat cap al ponent. Hi destaca l'ermita del Crist de l'Empar amb la seua mitja taronja barroca.

- Cuesta i Porta de l'Àngel. Era una de les portes d'accés al poblat emmurallat. Orientada cap a Toledo per Iniesta. Són destacables l'escalinata i les cases amb típics balcons penjats.

- Coves de La Villa (museu). Construïdes pels àrabs al perforar la tova calcària i penetrar en el subsòl, extraient l'argila i formant les voltes de les coves. Recorren tot el subsòl de la Plaça de La Villa i la majoria de les cases adjacents. Una visita a l'impressionant laberint de coves i passadissos permet observar els diferents usos que han tingut al llarg de la història, com a refugis en les diferents èpoques de guerra o com a sitges per a emmagatzemar els cereals. Encara es conserven els elements bàsics de l'elaboració de vins com són els trulls, les piqueres, les trulletes, els respiradors, així com gran quantitat de tinalles de grans dimensions datades des del segle xii.[10]

- Església de Sant Nicolau. És la més antiga de les tres esglésies de La Villa, data del segle xiii. El seu estil inicial era gòtic, però a causa d'una de les batalles que es va lliurar en 1702 en la Guerra de Successió, el seu pòrtic va quedar destrossat i gran part del temple en ruïnes. En el segle xviii es va reconstruir a l'estil neoclàssic.

- Església de Santa Maria. És la més gran de les tres esglésies de La Villa. Datada en el segle xiv. D'estil gòtic florit isabelí, amb una sola nau i capelles adossades entre els seus contraforts. En 1931 va ser declarada Monument Nacional.

- Església del Salvador. La seua fundació s'atribuïx als temps del rei Alfons XI. Es va edificar sobre el solar d'una ermita dedicada a Santa Bàrbara. L'obra es va iniciar en 1380 i va concloure en 1533. La seua fàbrica és gòtica amb tres naus. El pòrtic està realitzat en estil gòtic florit isabelí. En el segle xviii, es van realitzar importants reformes i modificacions com la Capella de la Comunió, d'estil neoclàssic, la Sala de Cabildo de Clergues i el Cor. El temple va ser declarat monument històric-artístic i pertany al Tresor Arxivístic Nacional, des del 3 de juny de 1931.

- La Alcazaba. Situada en la part més elevada de La Villa, per raons defensives, i de la qual es poden apreciar les dues torres, la muralla i la porta d'accés al recinte, construïdes pels almohades en el segle xi.

- La Fortalesa. A partir de finals del segle xii es construïx La Fortalesa amb l'aspecte que avui oferix. L'estil, manera de construcció i materials emprats són mudèjars, els habitatges s'adossen a la muralla en la part sud, es reutilitzen les coves excavades en la toba en l'època musulmana.

- La Jueria. Lloc d'intercanvi comercial, on es reunien els gremis d'artesans, orfebres, ferrers, etc., tant en la plaça com en els carrers adjacents per a realitzar el comerç. Més tard els carrers van prendre d'ells els noms dels oficis allí desenvolupats.

- Medina. La medina constituïa la ciutat pròpiament dita de La Villa; és a dir, on habitava la població, constituint juntament amb La Alcazaba o fortalesa i les muralles amb les seues portes i torrasses les parts fonamentals de la ciutat medieval.

- Palau del Cid. Reconstruït en el segle xv, amb carreus de pedra, destaca el seu ràfec. En la part superior es pot observar un preciós blasó pertanyent a la família dels Pedrón. La llegenda situa la residència que va habitar el Cid en l'antic solar que avui ocupa este edifici.

- Plaça de La Villa. Oberta en el segle xvi, era la Plaça Major de La Villa, en ella s'assentaven la majoria dels edificis més importants. Era i encara és el centre neuràlgic de La Villa. En l'actualitat està dedicada al Coronel Ruiz de Barnús.

- Plaza del Castell. Antic Pati d'Armes del Castell, s'hi van construir cases adossades a la muralla a la fi del segle xviii. En recents excavacions arqueològiques s'hi van descobrir restes de l'edat del bronze que permeten reconsiderar l'antiguitat de Requena com a assentament humà, ja que la documentació més antiga la datava en l'època musulmana.

- Torre de l'Homenatge (centre d'interpretació). Segons la tradició, construïda en el segle x pels àrabs en argamassa. Va ser reconstruïda en el segle xv, pels cristians de Castella amb carreus de pedra, de construcció sòlida i traça senzilla.[11]

### Altres barris de Requena

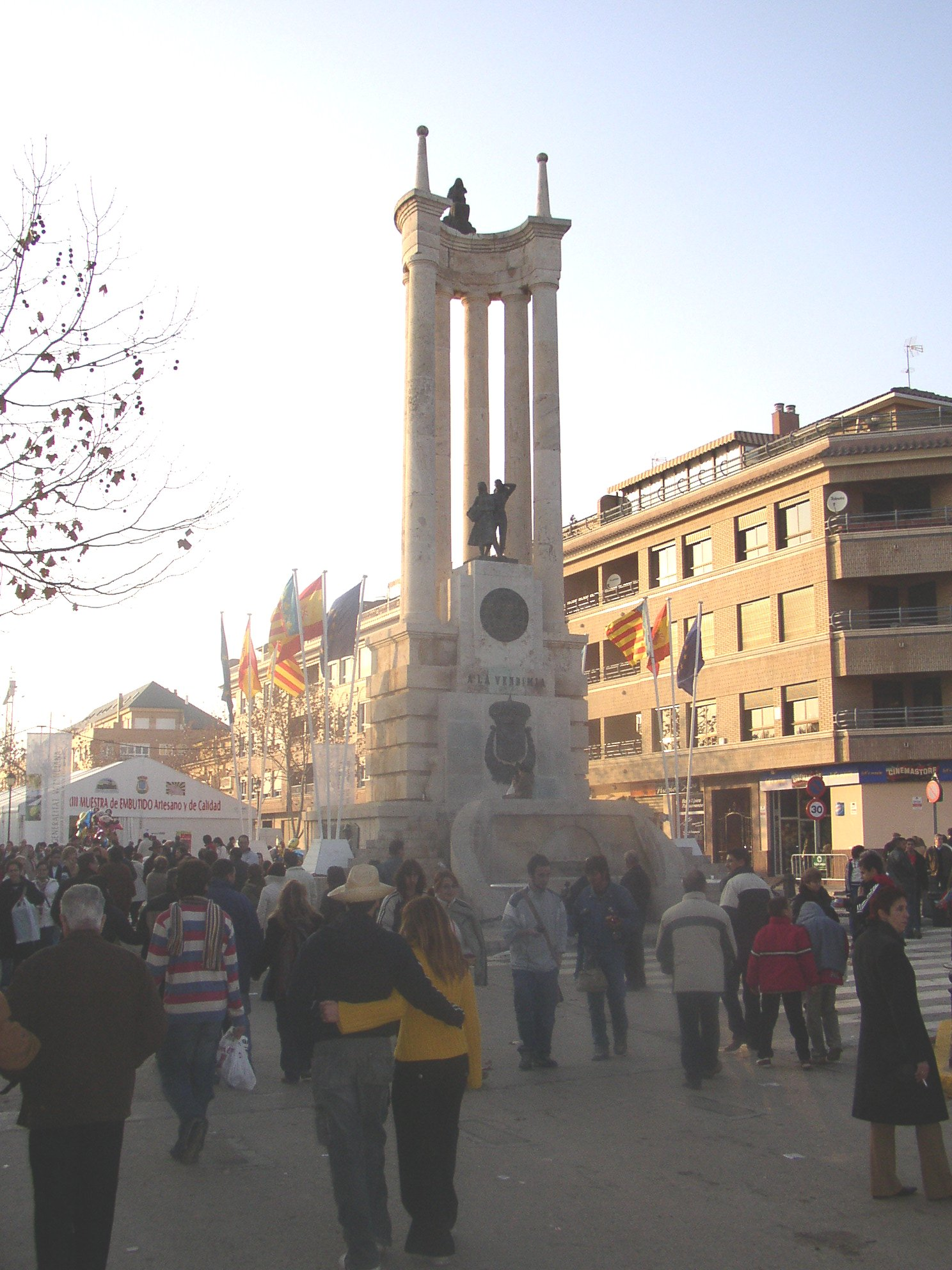
Monument Universal a la Verema

- Convent de Sant Francesc. Situat en el Barri de Les Penyes. Construït en La Lloma en 1569. Va servir de forta, presidi i hospital, estant en l'actualitat sense ús i en estat de ruïna.

- Estació de Viticultura. Situada en el Barri de Raval, és un edifici d'estil cubista, datat en 1910. En les seues instal·lacions compta amb cellers d'elaboració i envelliment de vins, disposa d'una planta pilot dotada de les més modernes maquinàries vitivinícoles. L'estació enològica compta amb diversos laboratoris entre els quals destaca el recentment instal·lat que reunix els equips analítics més sofisticats existents en el mercat, i que pot considerar-se com el més modern d'Espanya. Davant seu hi ha el bust dedicat a Rafel Janini Janini.

- Font dels Ànecs. Situada en el Barri del Raval, constituïx el centre de Requena. Antany era també coneguda com al Pilón o Abrevadero del Portal.

- Font dels Regidors. Situada en l'entrada oest de la població, en la zona del raval, era lloc de recepció oficial dels alts personatges que visitaven Requena.

- Fundació Lucio Gil Fagoaga. Situada en el Barri de Les Penyes. Edifici datat en el segle xviii, va pertànyer al filòsof En Lucio Gil Fagoaga. Rehabilitat en 1985, conserva la façana i la distribució interior, el pati-jardí i el celler situat en una cova on es poden observar les antigues tinalles d'elaboració i conservació de vins. En l'interior de l'edifici es troba el museu-biblioteca que compta amb més de 30.000 volums, alguns d'ells incunables.

- Església de Sant Sebastià. Situada en el Barri de Les Penyes. Datat en el segle xiv, posteriorment va ser restaurat i ampliat en 1786. En 1999 amb motiu de la rehabilitació del sostre, va ser descobert un preciós enteixinat mudèjar de fusta.

- Església del Carme. Situada en el Barri del Raval. Temple de l'antic convent de les carmelites. Construït en el segle xiii i acabat en el segle xviii. És originàriament d'estil gòtic però el seu interior és barroc. Destaca el seu sòcol de taulelleria valenciana.

- Monument Universal a la Verema. Situat en el Barri del Raval. Construït en pedra noble i bronze i inaugurat en 1972. Va ser obra de l'arquitecte Ricardo Roso i l'escultor Esteve Edo. Únic a Europa.

- Plaça de Bous. Es va començar a construir l'any 1877, però va haver de ser paralitzada dues vegades a causa de la guerra carlina i una epidèmia de còlera. Té una preciosa façana neomudèjar i va ser inaugurada el 17 de setembre de 1901.

- Teatre Principal. Construït en 1952 sobre l'antic Teatre Circ, constituïx un clar exemple d'arquitectura racionalista.

- Estadi Tomás Berlanga. L'estadi on l'SC Requena juga els seus partits. Va ser inaugurat en 1983 i té un aforament de 3.500 espectadors, 3.000 asseguts i 500 de peu.

- Castell de Sardineros (Requena).

- Torre de telegrafia òptica de Sant Antoni de Requena.

- Torre de telegrafia òptica del turó de la Talaia de Requena

- Torre de telegrafia òptica del Rebollar.

## Festes locals

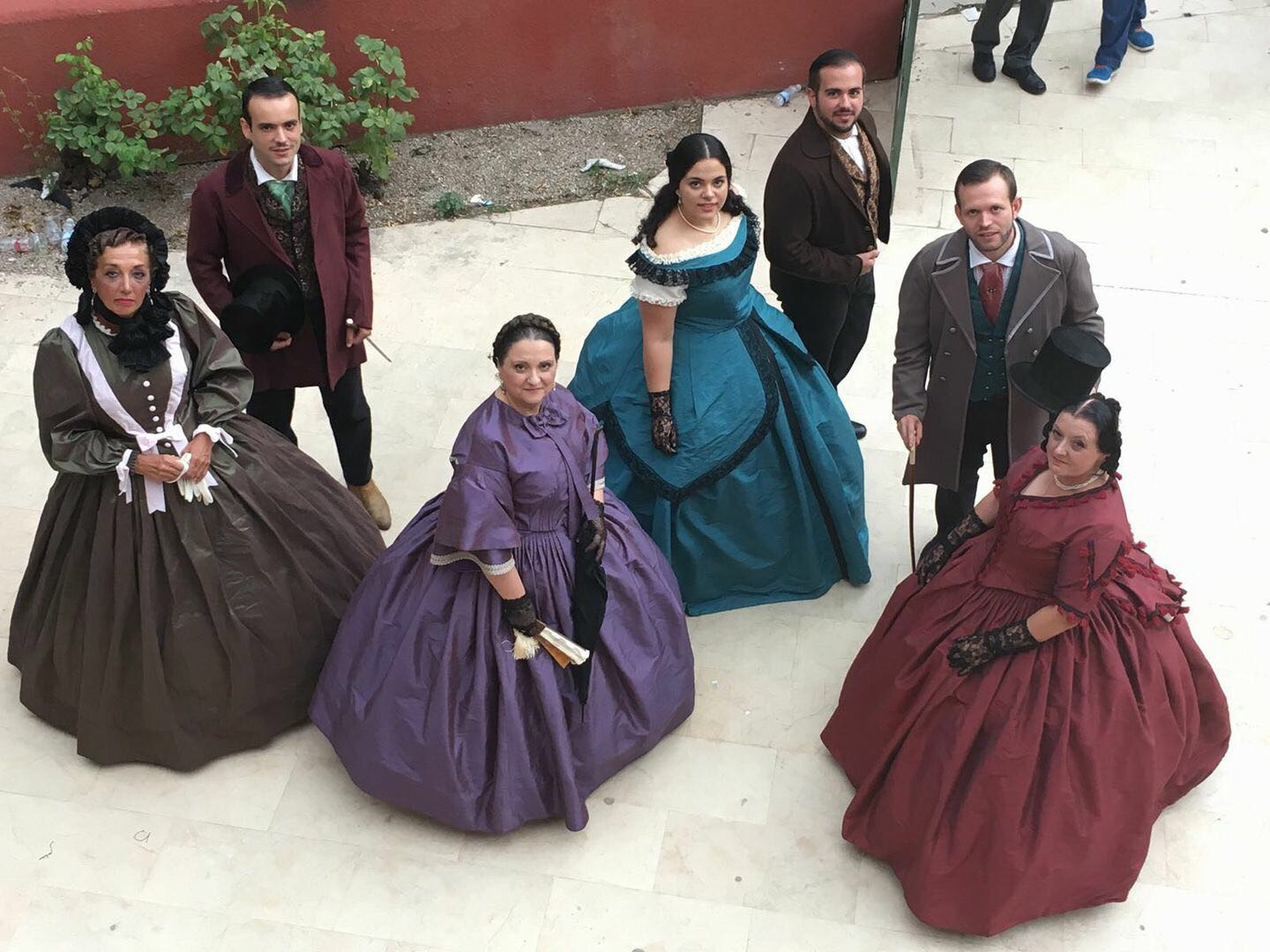
Membres de la "Asociación Cantares Viejos-Requena" abans de ballar "Los Lanceros Nuevos" a la presentación de la Regina central de la LXX Festa de la Verema.

- Carnestoltes. Els carnestoltes que se celebren al febrer, han pres una gran força gràcies a alguns dels seus actes més destacats com ho són: les murgas, comparses, cercaviles, la proclamació del Rei Ceps i el Soterrament de la Sardina.

- Sant Vicent Ferrer. Se celebra el dilluns següent al dilluns de Pasqua.

- Festes patronals dels barris. A l'hivern les barriades o confraries dediquen les seues festes als patrons respectius: Sant Antoni, en La Villa; Sant Sebastià, en Les Penyes; i la Verge de la Caritat, en Las Ollerías. Hi tenen lloc fogueres, cercaviles del pa beneït amb música i petards, revetles i les "parás".

- Setmana Santa. La Setmana Santa requenenca destaca per la sobrietat i el caràcter auster, trets que li conferixen un recolliment profund i sentit.

- Festa de la Verema. Comença l'última setmana d'agost. Són les festes més importants de la ciutat. Els seus actes més importants són l'Ofrena a la Verge dels Dolors i la cavalcada. També és molt famosa la popular nit de la Zurra.

## Gastronomia
De la gastronomia requenenca destaquen: el gaspatxo, arròs en cassola, morteruelo, ajo arriero, bollo con magras, i els seus famosos embotits de porc.
La Fira de l'Embotit de Qualitat de Requena és una de les més importants del País Valencià.

## Museus
- Museu d'Art Contemporani Florencio de la Fuente[12]

El museu es troba en la Cuesta del Ángel del barri de la Villa i té les millors obres de Florencio de la Fuente així com algunes obres de Miró, Dalí, Tàpies, Rueda, Torner, Valdés, Miquel Navarro, Bores, Mompó i José Bautista. També posseeix obres de joves autors com Castrortega, Cristina López Ramírez i figures de l'art sud-americà com Guayasamín o japonés como Keiko Sato.
- Museo Municipal de Requena[13]

Es va crear en 1968 i està ubicat en l'antic Convent de El Carmen. Actualment ofereix col·leccions permanents sobre antropologia i etnologia inherents als antics pobladors de la comarca.
- Museu de la vida rural i vitivinícola: Caserío de Sisternas. Casas d'Eufemia[14]

Es troba a 16 quilòmetres de Requena este museu-Caserío que mostra la forma de vida que acompanya a la viticultura. El seu "cabilder" i sa muller ho dirigeixen, cuiden i mostren.
- Museu de la Festa de la Verema[15]

El Museu de la Festa de la Verema, es va inaugurar el 26 d'agost de 2013 gràcies a un conveni que signaren l'Ajuntament de Requena i l'Associació Festa de la Verema per a cedir l'edifici, recentment rehabilitat, del carrer Santa Maria 41 amb l'objectiu de poder utilitzar-se com a Museu o Exposició permanent de la Festa de la Verema.
- Palau del Cid-Museu del Vi[16]
- Museu Setmana Santa de Requena[17]
- Museu de Fotografia-FOCAM[18]